# Берёзовка (Костанайская область)
Берёзовка (каз. Берёзов) — село в Фёдоровском районе Костанайской области Казахстана. Входит в состав Коржинкольского сельского округа. Код КАТО — 396849200.

## Население
В 1999 году население села составляло 266 человек (119 мужчин и 147 женщин). По данным переписи 2009 года, в селе проживало 219 человек (99 мужчин и 120 женщин). По данным переписи 2021 года, в селе проживало 204 человека (102 мужчины и 102 женщины).